# Adrián García (actor)
Víctor Adrián García Roche (Mayagüez, 24 de febrero de 1943) es un actor de cine y televisión y comediante puertorriqueño. Ha trabajado en la televisión puertorriqueña durante décadas, y también ha participado en películas como La pandilla en apuros de 1976, película que también le permitió participar en su primer álbum musical (aunque como actor, ya que apareció en una canción donde puso su voz al personaje que interpretó en la película). Según sus propios datos, ha participado en unas 20 películas.

## Biografía
Nació en el pueblo de Mayagüez, al oeste de Puerto Rico. Ha dicho que el humor estuvo en él desde el día en que nació. Cuando era niño, vivía en un edificio de madera de dos pisos, donde su casa estaba en el segundo piso y un supermercado estilo familiar (un «colmado» o «colmadito», en el argot puertorriqueño) ocupaba el primer piso. Según él, fue enviado desde muy joven junto a una trabajadora social porque declaró que quería ser «actor o animador» y durante esa época, «la mayoría de los padres puertorriqueños decían que (sus) hijos tenían que ser médicos, bomberos (o) policías, maestros, carpinteros o plomeros». Sin embargo, desde muy joven mostró destreza artística y se unió a un grupo musical llamado The Rocker Boys, como bailarín, en 1957, a la edad de 14 años. Fue alentado en sus actividades por una maestra llamada Norberta Byron, quien notó su talento para la actuación. Cuando tenía 15 años, se unió a un programa de radio mantenido por el presentador y maestro Pedro Ojeda en una estación de radio, WPRA. Actuó, entre otras, en una obra de teatro llamada Muerte y Pasión de Jesucristo donde el joven interpretó a un centurión que se encargaba de azotar a Jesús mientras caminaba hacia el monte Calvario. Debutó en este papel particular durante la Semana Santa de 1958.
Conoció a Antonio Frontera, un profesor de actuación que enseñaba en la escuela secundaria Manuel A. Barreto, que estaba cerca de su escuela secundaria (García estaba estudiando en la escuela secundaria Eugenio María de Hostos en ese momento) durante esa época, y pronto se unió a la compañía de actores de Frontera.
Fue mientras estaba en este grupo de actuación que García fue descubierto por Leopoldo Santiago Lavandero y por Francisco Arriví, quienes eran dos populares figuras del teatro sanjuanero. Arriví y Santiago Lavandero quedaron tan impresionados por su actuación que pronto regresaron a Mayagüez para verlo actuar nuevamente y, poco tiempo después, lo invitaron a ir con ellos a San Juan. En San Juan, estudió escenografía, títeres y dicción, así como técnicas de actuación e iluminación. Santiago Lavandero era profesor en el departamento de teatro de la Universidad de Puerto Rico, sede de Río Piedras, y pronto se matriculó en su clase. En ese entonces durante el día participaba en obras de teatro que organizaba Santiago Lavandero, mientras que por la noche tomaba clases. Mientras estudiaba en la UPR, también tuvo la oportunidad de conocer y estudiar con el maestro Arthur Lessac. Sólo duró un año escolar en la UPR; se incorporó al programa La Hora del Niño de Canal 6, lo que le permitió debutar en la televisión estatal de Puerto Rico. Sin embargo, después de que Santiago Lavandero lo nombrara director del «Mini-Teatro Escolar Poldín», Conoció a la famosa actriz puertorriqueña Norma Candal, quien para ese entonces estaba siendo atraída por Tommy Muñiz para unirse a Muñiz en la cadena de televisión en la que Muñiz trabajaba en ese momento, Canal 4. Luego de que Candal firmara con Muñiz y Canal 4, García se unió a su amigo en ese canal. El primer trabajo de García en Canal 4 fue en un programa llamado Caras y caretas de las mujeres. García luego tuvo la oportunidad de actuar en el legendario Teatro Tapia de San Juan; lo hizo por primera vez en 1969, cuando, a los 26 años, actuó en una obra llamada Ay papá, pobre papá, en el clóset te enganchó mamá, y qué pena me da, obra que le permitió compartir escenas con la actriz Velda González, entre otras. En esta obra, García fue dirigida por Xavier Cifre.
En 1970, la celebridad de García en Puerto Rico continuó creciendo, cuando se unió al elenco de un gran éxito de la televisión puertorriqueña de la época, llamado Ja ja! Ji ji! Jo jo! Con Agrelot donde unió fuerzas con el legendario comediante y actor puertorriqueño José Miguel Agrelot. Agrelot durante ese tiempo también participó en un segmento de comedia televisiva llamado «Desafiando a los Genios» (que se mostró en el programa diario de variedades del mediodía de Canal 4, Show del mediodía), donde Agrelot interpretó al «Profesor Pulula». Pero, como Agrelot a veces no podía estar presente en esta última función, García, para suplirlo cuando Agrelot no asistía, creó uno de sus personajes más famosos, el de «Pastor Menta» (que, pronunciado rápido, como en «Pastormenta», sonaba como «paz» y «tormenta»). El personaje del «Pastor Menta» resultó tan popular entre el público que García interpretó al «Pastor Menta» en su debut cinematográfico, la comedia musical adolescente de 1976 La pandilla en apuros (que le dio exposición internacional) y en el álbum de la banda sonora de la película. García, junto con el productor de cine Alfred D. Herger y con el cantante y actor Felito Félix, también contribuyó a la escritura del guion de esa película. A mediados de la década de 1970, García cambió nuevamente de canal, a Canal 11, donde participó como actor dramático en una telenovela llamada La historia de Laura Benson, en la que García tuvo la oportunidad de trabajar junto a Miguel Ángel Suárez, entre otros. Sin embargo, García no permaneció mucho tiempo en Canal 11, ya que, atraído por el productor Paquito Cordero, se mudó nuevamente, esta vez a Canal 2, donde, a partir de 1980, interpretó otro de sus papeles más icónicos, el del cornudo «Toribio Tauro», un hombre cuya esposa «Tesoro» (interpretada por la actriz argentino-puertorriqueña Raquel Montero) lo engañó con otro personaje, interpretado por Juan Manuel Lebrón, en el exitoso programa de comedia de Telemundo Los Kakukómicos (un juego de palabras con la pronunciación e «WKAQ», siendo WKAQ-TV la señal de Canal 2 en la televisión puertorriqueña) En Los Kakukómicos, García también interpretó a otro personaje famoso, «Solitaria», junto a la actriz puertorriqueña Waleska Seda, quien interpretó a la hermana de «Solitaria», «Soledad», en un sketch sobre dos mujeres solteras que no podían conseguir que nadie saliera con ellas. Los Kakukómicos duró diez años en la televisión puertorriqueña; García trabajó allí de 1980 a 1984.
También encontró trabajo en otros dos programas de Canal 2, Musicomedia y El Show de Las 12. En El Show de Las 12, trabajó hasta 2005, cuando el programa fue cancelado. Luego regresó a Canal 11, donde se unió a su compañero actor puertorriqueño Wilson Torres durante 2006, en un programa llamado ¡Qué suerte!, que fue presentado por Héctor Marcano.
También en 2006, comenzó a enseñar actuación en una escuela llamada Ateneo Puertorriqueño. Es dueño, también, de una empresa llamada «Humor Dinamic».

## Vida personal
García y su esposa tuvieron tres hijos, quienes les han dado cinco nietos.

## Filmografía parcial
- La pandilla en apuros (1976)
- Tormenta solar (1999)
- Hurgando en el ojo de la tormenta (2000)
- Santa Cristal (2001)
- Cayo (2005)
- Mal de amores (2006)